# معهد حلب العلمي
معهد حلب العلمي أو معهد حلب الأمريكي هو مدرسة ثانوية مقرها في مدينة حلب السورية منذ عام 1916، تعود جذور المعهد لمعهد تركيا المركزي في عنتاب التي تأسست ما بين 1874-1876 من قبل مجلس الإرسالية الأميركي في الدولة العثمانية لتلبية احتياجات العديد من السكان المسيحيين الأرمن في المنطقة.

## التاريخ
كان طلاب «معهد عنتاب» في غالبيتهم من الأرمن، بشكل رئيسي من البروتستانتية الأرمن، على الرغم من وجود طلاب من غير الأرمن. و كنتيجة للمذابح الأرمنية خلال الإبادة الجماعية للأرمن عام 1915، تم نقل المعهد إلى حلب في عام 1916.، من خلالل جهود مديره جون ميريل (الإنجليزية: John E. Merrill) (1898–1937)، حيث أصبح المعهد يُعرف باسم معهد حلب أو معهد حلب الأمريكي، و الذي بات يعمل كمدرسة ثانوية.

## المباني الحالية
بحلل عام 1930، ومع الجهود التي يبذلها الراعي الأمريكي جيمس لاك (الإنجليزية: James Lack) تم التبرع بقطعة أرض كبيرة تبلغ حوالي 13 هكتاراً لإقامة المباني الجديدة للمدرسة في ضواحي جنوب غرب في حلب. على أيّ حال، بدأت عملية البناء في عام 1936 و اكتمل بناء المباني في عام 1939. و نظراً للظروف التي كانت في تلك الفترة تتجلى في الحرب العالمية الثانية، تأخرت عملية بناء المبنى الثاني حتّى عام 1950، و تم الانتهاء من بنائه عام 1952.

## الخريجون
كان العديد من مشاهير مدينة حلب من خريجي معهد حلب العلمي: 
- ناظم القدسي، رئيس سابق لسوريا
- فاتح المدرس، رسام سوريّ معروف
- مصطفى العقاد، منتج ومخرج أفلام عالمي